# Бостанкум (село)
Бостанку́м (каз. Бостанқұм) — упразднённое село в Каракиянском районе Мангистауской области Казахстана. Входило в состав Бостанского сельского округа. Упразднено в 2018 году. Находится примерно в 22 км к северо-востоку от села Бостан, административного центра сельского округа. Код КАТО — 474233200.

## География
Неподалёку от села находятся одноимённые пески Бостанкум.

## Население
В 1999 году население села составляло 171 человека (90 мужчин и 81 женщина). По данным переписи 2009 года в селе проживало 193 человека (102 мужчины и 91 женщина).